# Chennai
Chennai, tidligere Madras, er hovedstad i den indiske delstat Tamil Nadu. Byen har en befolkning på 6.599.000 (2024).
- Kapaleeshwarar-templet i Chennai blev bygget i det 7. århundrede.
- Monument for Working Men på stranden i Chennai, se en:Triumph of Labour.